# Пашен (лунный кратер)
Па́шен (лат. Paschen) — крупный древний ударный кратер в экваториальной области обратной стороны Луны. Название присвоено в честь немецкого физика-экспериментатора Фридриха Пашена (1865—1940) и утверждено Международным астрономическим союзом в 1970 г. Образование кратера относится к донектарскому периоду.

## Описание кратера

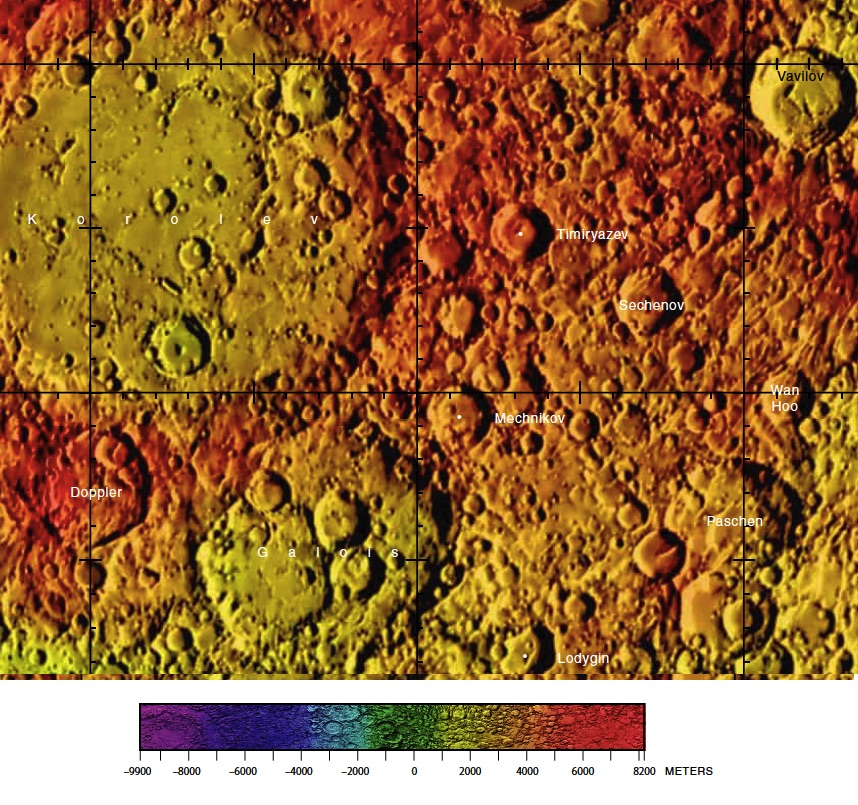
Окрестности кратера Пашен. Фрагмент карты обратной стороны Луны.

Ближайшими соседями кратера являются кратер Галуа на западе; кратер Мечников на западе-северо-западе; кратер Ван-Гу на севере; кратер Иоффе на востоке; кратер Штернфельд на юге и кратер Лодыгин на юго-западе. Селенографические координаты центра кратера 14°04′ ю. ш. 140°32′ з. д. / 14,06° ю. ш. 140,53° з. д., диаметр 127,4 км, глубина 2,9 км.
Кратер Пашен значительно разрушен и превратился в понижение местности с трудно различимыми границами. Западная-юго-западная часть вала перекрыта саттелитным кратером Пашен S, южная - саттелитным кратером Пашен M, северо-западная часть вала прорезана короткой цепочкой кратеров, северная – прерывистой цепочкой кратеров. Внутренний склон вала широкий, в восточной части просматриваются слабые остатки террасовидной структуры. Дно чаши кратера пересеченное, отмечено небольшими кратерами.

## Сателлитные кратеры
| Пашен | Координаты                                              | Диаметр, км |
| ----- | ------------------------------------------------------- | ----------- |
| G     | 14°17′ ю. ш. 135°43′ з. д. / 14,29° ю. ш. 135,72° з. д. | 28,0        |
| H     | 15°57′ ю. ш. 135°48′ з. д. / 15,95° ю. ш. 135,8° з. д.  | 25,5        |
| K     | 17°56′ ю. ш. 139°34′ з. д. / 17,93° ю. ш. 139,57° з. д. | 55,0        |
| L     | 16°29′ ю. ш. 140°13′ з. д. / 16,48° ю. ш. 140,21° з. д. | 37,5        |
| M     | 16°18′ ю. ш. 140°37′ з. д. / 16,3° ю. ш. 140,62° з. д.  | 87,8        |
| S     | 14°37′ ю. ш. 142°40′ з. д. / 14,61° ю. ш. 142,67° з. д. | 44,2        |
| U     | 13°20′ ю. ш. 143°38′ з. д. / 13,34° ю. ш. 143,64° з. д. | 26,5        |

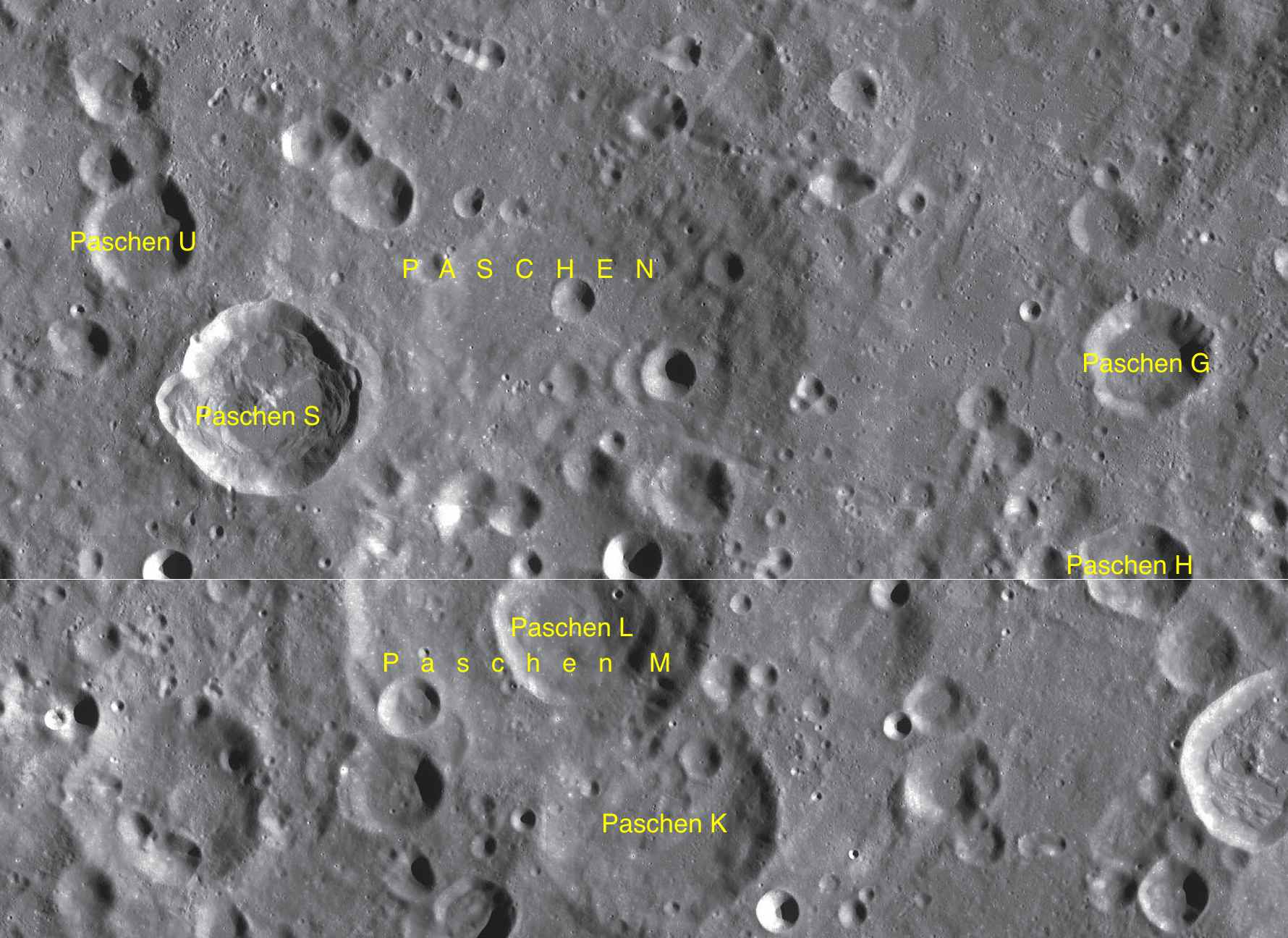
Фрагменты карт LAC-88, LAC-106.

- Образование сателлитного кратера Пашен L относится к раннеимбрийскому периоду[1].
- Образование сателлитного кратера Пашен M относится к нектарскому периоду[1].
- Образование сателлитного кратера Пашен S относится к позднеимбрийскому периоду[1].